# Diecéze Agbia
Diecéze Agbia je titulární diecéze římskokatolické církve.

## Historie
Agbia ztotožnitelná s Aïn-Hedia v dnešním Tunisku, je starobylé biskupské sídlo nacházející se v římské provincii Africa Proconsularis. Bylo sufragánnou arcidiecéze Kartágo.
Známe tři biskupy tohoto sídla. Quintus, který se roku 256 zúčastnil koncilu v Kartágu. Pascasius zúčastněný roku 411 koncilu v Kartágu a Fortis zúčastněný roku 646 koncilu o monotheletismu.
Dnes je využívána jako titulární biskupské sídlo; současným titulárním biskupem je Uriah Ashley, emeritní pomocný biskup arcidiecéze Panamá.

## Seznam biskupů
- Quintus (zmíněn roku 256)
- Pascasius (zmíněn roku 411)
- Fortis (zmíněn roku 646)

## Seznam titulárních biskupů
- Michele Godlewski (1916–1949)
- Inácio João Dal Monte, O.F.M. Cap. (1949–1952)
- Alfonso Zaplana Bellizza (1952–1957)
- Bartholomew Kim Hyeon-bae (1957–1960)
- Leo Lemay, S.M. (1960–1966)
- António Valente da Fonseca (1967–1971)
- Jakob Mayr (1971–2010)
- Pedro Cunha Cruz (2010–2015)
- Uriah Ashley (od 2015)